# Northgate plc
Northgate plc (LSE: NTG) es una compañía de alquiler de vehículos cuya sede central se encuentra situada en Darlington, Reino Unido. Cotiza en la Bolsa de Londres y forma parte del índice FTSE 250 Index.

## Historia
El origen de Northgate se remonta a 1981, cuando Alan Noble creó el servicio de alquiler de vehículos Noble Self Drive en Darlington. En 1986 se inician los primeros pasos de la formación del grupo Northgate Motor Holdings tras la integración de las operaciones en Darlington, Newcastle upon Tyne y Stockton on Tees. En 1987 el negocio fue adquirido por Goode Durrant, una compañía que, finalmente, le cambió el nombre a la denominación Northgate plc en 1999.
En 2002, la compañía realiza su primera operación fuera de suelo británico y extiende sus operaciones a España tras la adquisición del 40% de la empresa Furgonetas de Alquiler SA, (Fualsa)‘‘, con el compromiso de comprar el resto de la compañía en los dos años siguientes.
En 2005, la empresa de alquiler de vehículos Arriva vende a Northgate su negocio en Reino Unido por valor de £129 millones. Para 2007 la compañía había completado la fusión de Fualsa, había iniciado la adquisición de otra empresa española, “Record Rent”, y comenzó a incursionar en el manejo y gestión de flotas.
En 2010 se forja la marca “Northgate España”, especialista en renting flexible de vehículos,  tras la fusión de Fualsa y Record.

## Operaciones
La compañía posee diferentes divisiones de negocio relacionadas tanto con el renting flexible como la venta de turismos y vehículos comerciales e industriales ligeros para todo tipo de empresas y profesionales. 
Fuera del Reino Unido el principal mercado de Northgate está en España, donde opera a través de su filial Northgate España Renting Flexible, con sede en Getafe, (Madrid) y delegaciones en veinticuatro provincias de la península ibérica, las Islas Baleares y las Islas Canarias.
Desde 2016, la empresa cuenta con coches y furgonetas eléctricas.